# Hubtex Holding

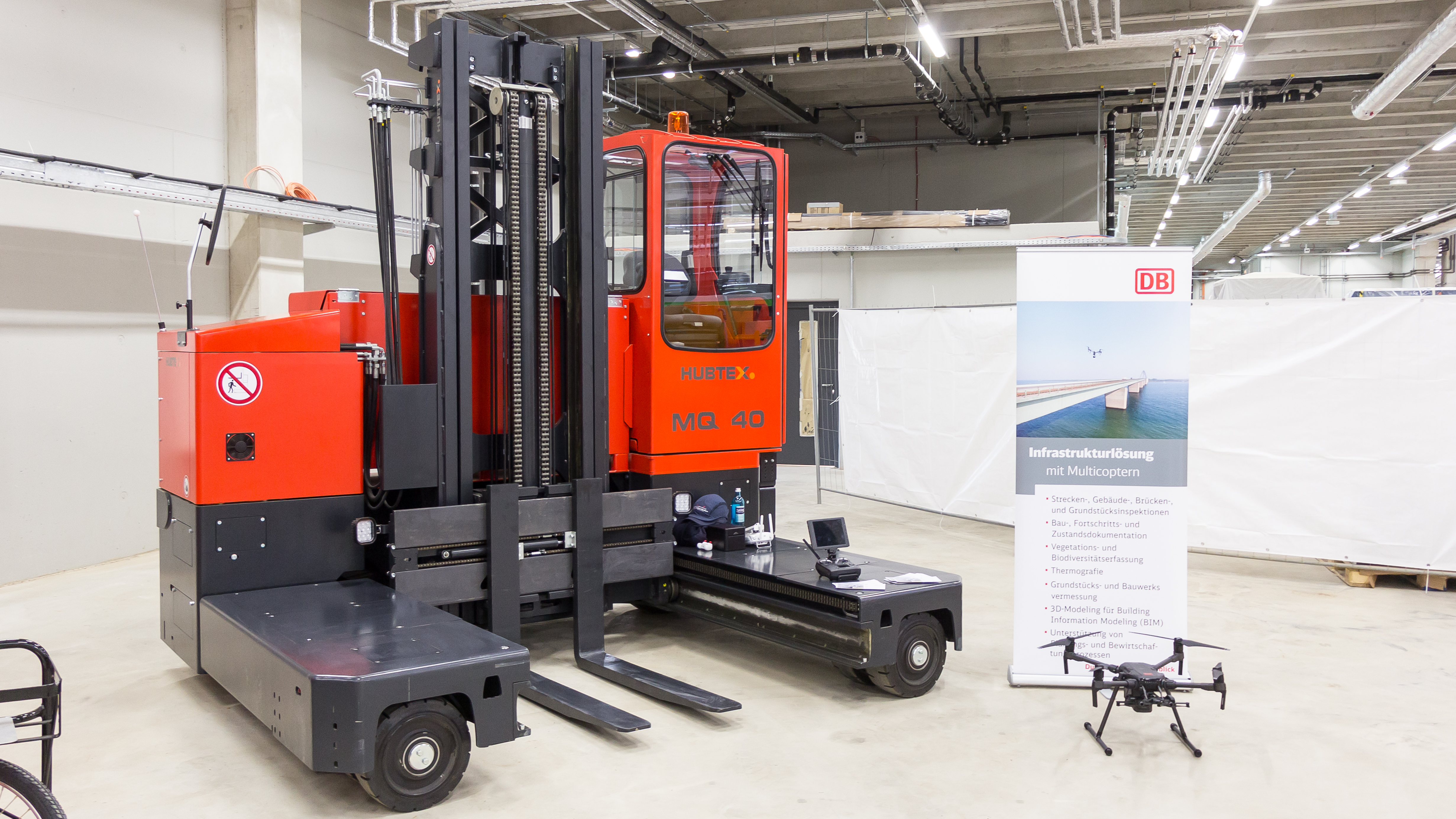
Seitenlader Hubtex MQ 40

Die Hubtex Holding GmbH mit Hauptsitz in Fulda ist ein deutscher Hersteller von Flurförderzeugen, Seitenstaplern und Mehrwegestaplern für den Transport von langen, schweren und sperrigen Gütern.

## Geschichte
Hubtex wurde im Jahr 1981 in Fulda-Petersberg gegründet. Zunächst auf die Fertigung von Spezialfahrzeugen für die Textilindustrie spezialisiert, erweiterte sich das Produktportfolio in den folgenden Jahren auf Spezialflurförderzeuge und Sonderstapler für unterschiedliche Industriebereiche. Im August 2020 übernahm das Unternehmen die Anteile seines bisherigen Lizenznehmers Hubtex Australia zu 100 Prozent.

## Standorte
Das Unternehmen unterhält ein globales Vertriebs- und Servicenetzwerk mit 26 Standorten in 35 Ländern. Das Unternehmen gründete mehrere Vertriebsgesellschaften, so zum Beispiel in Frankreich (1996), England (1999), Belgien (2002), Tschechien (2008) und Brasilien (2012). Neben der Hauptniederlassung von Hubtex Australia in Sydney verfügt das Tochterunternehmen über eigene Standorte in Melbourne und Brisbane sowie Service-Zweigstellen in Adelaide und Perth. Im Dezember 2020 hat der Staplerhersteller die Anteile des US-Distributors Design Storage & Handling zu 50 Prozent übernommen. Zusätzlich zur Hauptniederlassung in Fredericksburg, gibt es drei weitere Standorte in Brookville, Charleston und Seattle.

## Produkte
Spezialisiert ist das Unternehmen auf die Entwicklung und den Vertrieb von Flurförderzeugen für den Transport von langen, sperrigen oder schweren Lasten. Der Hersteller produziert Elektro-Mehrwege-Seitenstapler, Diesel-Gas-Vierwege-Seitenstapler, Elektro-Mehrwege-Gegengewichtsstapler, Elektro-Schwerlast-Kompaktstapler und Schubmaststapler im Traglastbereich von 1,5 bis 260 Tonnen. Des Weiteren bietet Hubtex Sonderlösungen für Industrien an, etwa Air-Cargo-Fahrzeuge, Langgut-Kommissionierfahrzeuge für Profile und Rohre, Glastransportsysteme und Sonderfahrzeuge für Lasten von bis zu 150 Tonnen Gewicht. Mit dem fahrerlosen Transportfahrzeug PhoeniX AGV hat Hubtex im Jahr 2020 einen vollautomatisierten Elektro-Mehrwege-Seitenstapler für Schwerlasten entwickelt.